# IC 4842
IC 4842 ist eine Elliptische Galaxie vom Hubble-Typ E5 im Sternbild Pfau am Südsternhimmel. Sie ist rund 177 Millionen Lichtjahre von der Milchstraße entfernt und hat einen Durchmesser von etwa 80.000 Lichtjahren. Die Galaxie gilt als Mitglied der IC 4845-Gruppe (LGG 427).
Im selben Himmelsareal befinden sich u. a. die Galaxien NGC 6769, NGC 6770, NGC 6771, IC 4845.
Das Objekt wurde am 13. August 1901 von DeLisle Stewart entdeckt.